# Agent Provocateur
| 전문가 평가                   | 전문가 평가 |
| 평가 점수                     | 평가 점수   |
| 출처                          | 점수        |
| ----------------------------- | ----------- |
| AllMusic                      | [ 1 ]       |
| The Rolling Stone Album Guide | [ 2 ]       |

《Agent Provocateur》는 1984년 12월 7일에 발매된 영국과 미국의 록 밴드 포리너의 다섯 번째 스튜디오 음반이다. 이 음반은 영국에서 처음이자 유일한 1위 음반이었고, 미국에서 5위 안에 들었다. 전작보다 미국에서의 음반 판매량은 줄었지만, 밴드의 가장 큰 히트 싱글인 〈I Want to Know What Love Is〉가 수록되어 있는데, 이 싱글은 영국과 미국에서 각각 3주, 2주 동안 1위를 지켰다. 후속 싱글인 〈That Was Yesterday〉도 미국에서 12위를 기록하며 상당한 히트를 쳤다. 이 음반은 영국에서는 영국 축음기 협회에 의해 플래티넘, 미국에서는 미국 음반 산업 협회에 의해 트리플 플래티넘 인증을 받았다.

## 녹음
《4》를 발표한 지 거의 2년 만에, 이 음반의 작사, 작곡 및 사전 제작은 1983년 6월 뉴욕에서 프로듀서 트레버 혼과 함께 시작되었다. 그 해 9월에 작사가 완료되자, 10월 초 런던에서 혼과 함께 공식 녹음이 시작되었다. 비록 공동 프로듀서이자 기타리스트인 믹 존스는 혼이 외국인 음반보다 유럽에서 그가 프로듀싱한 (프랭키 고즈 투 할리우드와 같은) 싱글들의 공연들에 더 신경을 쓰기 때문에 녹음 하루 후에 시작되었다고 회상했지만, 결국, 크리스마스 연휴 즈음에 모든 것이 무너지기 시작했다. 결국, 그의 자리를 대신할 다른 프로듀서를 찾는 데 한 달이 더 걸렸고, 이어서 톰슨 트윈스의 《Into the Gap》 음반을 완성하느라 바빴던 알렉스 새드킨을 고용했다. 새드킨은 프로젝트가 완전히 붕괴될 위기에 처했을 때 프로젝트를 다시 일으키는데 도움을 주었지만, 존스에 따르면 녹음은 여전히 끝나지 않는 것처럼 보였다.

## 곡 목록
모든 곡들은 특별한 언급이 없는 한 믹 존스와 루 그램에 의해 작사/작곡하였다.
| #   | 제목                            | 작사·작곡 | 재생 시간 |
| --- | ------------------------------- | --------- | --------- |
| 1.  | 〈Tooth and Nail〉              |           | 3:54      |
| 2.  | 〈That Was Yesterday〉          |           | 3:46      |
| 3.  | 〈I Want to Know What Love Is〉 | 존스      | 5:04      |
| 4.  | 〈Growing Up the Hard Way〉     |           | 4:18      |
| 5.  | 〈Reaction to Action〉          |           | 3:57      |
| 6.  | 〈Stranger in My Own House〉    | 존스      | 4:54      |
| 7.  | 〈A Love in Vain〉              |           | 4:12      |
| 8.  | 〈Down on Love〉                |           | 4:08      |
| 9.  | 〈Two Different Worlds〉        | 그램      | 4:28      |
| 10. | 〈She's Too Tough〉             |           | 3:07      |

## 인증
| 국가                                                  | 인증        | 판매량/출하량 |
| ----------------------------------------------------- | ----------- | ------------- |
| 프랑스 (SNEP)                                         | 골드        | 100,000*      |
| 독일 (BVMI)                                           | 플래티넘    | 500,000^      |
| 뉴질랜드 (RMNZ)                                       | 골드        | 7,500^        |
| 스위스 (IFPI 스위스)                                  | 플래티넘    | 50,000^       |
| 영국 (BPI)                                            | 플래티넘    | 300,000^      |
| 미국 (RIAA)                                           | 3× 플래티넘 | 3,000,000^    |
| *판매량을 기반으로 한 인증 ^출하량을 기반으로 한 인증 |             |               |